# Stephania formanii
Stephania formanii är en tvåhjärtbladig växtart som beskrevs av B.C. Kundu och S. Guha. Stephania formanii ingår i släktet Stephania och familjen Menispermaceae. Inga underarter finns listade i Catalogue of Life.